# Kanton Neufchâtel-en-Bray
Kanton Neufchâtel-en-Bray (fr. Canton de Neufchâtel-en-Bray) je francouzský kanton v departementu Seine-Maritime v regionu Normandie. Skládá se ze 70 obcí. Před reformou kantonů 2014 ho tvořilo 23 obcí.

## Obce kantonu
současnost
| - Ardouval - Auvilliers - Avesnes-en-Val - Bailleul-Neuville - Baillolet - Beaumont-le-Hareng - Bellencombre - Bosc-Bérenger - Bosc-le-Hard - Bosc-Mesnil - Bouelles - Bracquetuit - Bradiancourt - Bully - Bures-en-Bray - Callengeville - Clais - Cottévrard - Cressy - La Crique - Critot - Croixdalle - Cropus - Esclavelles | - Fesques - Flamets-Frétils - Fontaine-en-Bray - Fréauville - Fresles - Fresnoy-Folny - Grandcourt - Les Grandes-Ventes - Graval - Grigneuseville - Londinières - Lucy - Massy - Mathonville - Maucomble - Ménonval - Mesnières-en-Bray - Mesnil-Follemprise - Montérolier - Mortemer - Nesle-Hodeng - Neufbosc - Neufchâtel-en-Bray | - Neuville-Ferrières - Osmoy-Saint-Valery - Pommeréval - Preuseville - Puisenval - Quièvrecourt - Rocquemont - Rosay - Saint-Germain-sur-Eaulne - Saint-Martin-l'Hortier - Saint-Martin-Osmonville - Saint-Pierre-des-Jonquières - Saint-Saëns - Saint-Saire - Sainte-Agathe-d'Aliermont - Sainte-Beuve-en-Rivière - Sainte-Geneviève - Saint-Hellier - Smermesnil - Sommery - Vatierville - Ventes-Saint-Rémy - Wanchy-Capval |

před rokem 2015:
- Auvilliers
- Bouelles
- Bully
- Callengeville
- Esclavelles
- Fesques
- Flamets-Frétils
- Fresles
- Graval
- Lucy
- Massy
- Ménonval
- Mesnières-en-Bray
- Mortemer
- Nesle-Hodeng
- Neufchâtel-en-Bray
- Neuville-Ferrières
- Quièvrecourt
- Sainte-Beuve-en-Rivière
- Saint-Germain-sur-Eaulne
- Saint-Martin-l'Hortier
- Saint-Saire
- Vatierville